# Tereza Velíková
Tereza Velíková (* 23. října 1979, Plzeň) je česká výtvarná umělkyně. Ve své konceptuálně založené tvorbě nejčastěji vychází z možností vyprávění prostřednictvím většího množství filmových záznamů (vícekanálových videoistalací). Věnuje se rovněž fotografii.

## Život
Po studiu na Střední průmyslové škole grafické v Praze absolvovala v letech 1996–1999 na Vysoké škole uměleckoprůmyslové v ateliérech Adély Matasové a Jiřího Davida. U Vladimíra Skrepla na Akademii výtvarných umění pak mezi roky 2006–2011 absolvovala doktorské studium. V roce 2005 spolu s Terezou Severovou a Barborou Zachovalovou založily a až do roku 2019 společně vedly pražskou Galerii Entrance. V roce 2014 byla finalistkou Ceny Jindřicha Chalupeckého pro mladé české výtvarné umělkyně a umělce. Jako grafická designerka byla oceněna 2. místem v kategorii Učebnice pro školy všech stupňů a ostatní didaktické pomůcky soutěže Nejkrásnější české knihy roku 2023 za spolupráci na úpravě knižní publikace Národní galerie v Praze Jan Zrzavý - Obrazy do kapsy. Vyučuje multimediální tvorbu na Vyšší odborné škole grafické a Střední průmyslové škole grafické v Praze.
Jejím partnerem je historik fotografie a kurátor Pavel Vančát.

## Dílo
Velíkovou zajímají vztahy, které mohou vznikat při zmnožení zdrojů obrazu a zvuku. To ji postupně dovedlo k dialogickým videoinstalacím a následně k využívání již existujících výňatků z divadelních her, v nichž jsou právě dialogy jedním ze základních komunikačních prostředků. Zpracovává témata intimní komunikace a mezilidských vztahů. Fascinují ji možnosti obsahových transformací a formálních napětí, která vyplývají ze spojení plynoucího divadelního provedení, filmového záznamu, jeho střihu a montáže. Plně tento přístup rozvinula na svých samostatných galerijních výstavách v Oblastní galerii Vysočiny, Fotograf Gallery (obě 2017) a v Galerii výtvarného umění v Chebu (2018). V následujících letech pracovala na vícekanálové audiovizuální instalaci Hra hrdinů, v níž úryvky z nastudovaných divadelních inscenací pražského Divadla Hrdinů posloužily k vytvoření nového dramatického tvaru. Jako projekce pro divadelní hlediště byla Hra Hrdinů poprvé uvedena na konci roku 2021.
„Nejvíce mě inspiruje mezilidská komunikace, psychologie a teorie médií. Zajímají mě procesy a struktury myšlení, fungování paměti, traumat, schopnosti interpretace předobrazů, které si s sebou neseme z dětství a dále je rozvíjíme, nebo naopak záměrně potlačujeme. Přitahují mě všudypřítomné momenty pocitu chybění, u kterých je těžké vysledovat, odkud se berou. Často se obracím také ke své osobní historii, k historii své rodiny, k mentálním strukturám, ve kterých se sama pohybuji. Pracuji s vlastní, cizí i kolektivní pamětí. A nekonečně mě baví pozorovat, jak se právě s ní vyrovnávají ostatní.“

## Samostatné výstavy
- 2006 Bez komentáře. V rámci výstavy STOP NÁSILÍ NA ŽENÁCH /projekt Amnesty International ČR/. etc. galerie, Praha
- 2006 Jeder liebt mich… / Everybody loves me… Preproduction Gallery – Kolonie Wedding, Berlín
- 2009 Pepito. Kabinet T., Zlín[10]
- 2009 DOMINO. Galerie VŠUP, Praha
- 2010 Minus jedna. Fotograf Gallery, Praha[11]
- 2011 Poznámky k chůzi. Galerie Jelení, Praha (společně s Lenkou Vítkovou)[12]
- 2011 Chůze. Karlin Studios, Praha (společně s Lenkou Vítkovou)[13]
- 2011 Dialog. Watermill Center, New York
- 2013 Podívala jsem se doprava a bylo tam ticho. Galerie J. Krále, Dům umění města Brna[14]
- 2013 Vlevo byla tma. Galerie 35 m², Praha[15]
- 2013 Špatně položená otázka. Galerie současného umění a architektury – Dům umění České Budějovice, České Budějovice[16]
- 2017 Mezihra. Galerie IGLOO – Oblastní galerie Vysočiny v Jihlavě / Fotograf Gallery, Praha[11]
- 2018 Hra na tři. Galerie výtvarných umění v Chebu[17]
- 2019 Mimo pointu. Galerie 207, UMPRUM Praha[18]
- 2022 Příkladné nedostatky. Galerie moderního umění v Hradci Králové[19]